# 如是我聞
如是我聞（梵語：Evaṃ mayā-śrutam，巴利語：Evaṃ me-suttaṃ），又譯為我聞如是、聞如是等。通常是佛經的開頭，“我”是指阿難自稱聞道於佛陀。我聽佛如此說 如是我聞 的是 就是此的意思

## 概論
在佛滅後王舍城第一次聖典結集集會上，阿難出色的記憶力讓他背誦出很多佛陀以往的演講。那些記錄下來的文稿就被整理成為佛經，包括《长部》、《中部》、《相应部》、《增支部》、《小部》等，對於佛法傳播起到了很大的作用。佛經中出現“如是我聞”即是指阿難“親耳聽到佛這樣說的”。

## 斷四疑
「如是我聞」，還有四種意思：(一)息眾疑;(二)遵佛囑;(三)息爭論;(四)異外道。
(一)息眾疑：阿難結集經藏時，升座說法，大眾頓起三疑：
1. 因為阿難法相圓滿，具三十二相，八十種隨形好，和佛一樣，因此懷疑是否佛再活過來?
2. 是否阿難已成佛，才有這樣圓滿端嚴，和佛一樣的相貌?
3. 不是阿難、不是釋迦佛，那麼是否他方佛來這裡成佛?

大眾起了以上三疑，等阿難大聲說「如是我聞」，大眾才消除疑惑。
(二)遵佛囑：遵從佛所咐囑，佛將入涅槃，眾弟子都哭起來，尤其是阿難，他是佛的堂弟，又是侍者，所以泣不成聲，這時有阿那律尊者，就對阿難說：「你不能哭，應該趕快問佛，怎麼安排後事?」阿難說：「要問什麼後事呢?」尊者回應要請問佛四件事，其中第三件事則為「佛滅度後，將來結集經典時，一切經典，以何為首?」佛答：「一切經典，當安『如是我聞』，和六種成就，才能表示經典圓滿，及證明是佛所說的。」
(三)息爭論：阿難還未證四果，當時佛的弟子，多是四果大阿羅漢，老參上座，資格和身份都比阿難高深，如果是阿難所說的經典，大家都不佩服，但若加上「如是我聞」，大家便知道，不是阿難說的，而是佛所說，阿難的記性特別強，佛在四十九年中，所說的經典，他都能詳細記得，有條不紊，不會雜亂。現經典前面加上「如是我聞」，這一切法，都是我阿難，從佛處所聽聞的，大眾才不會有爭論。
(四)異外道：外道經首，多安阿或嚘作為開始，佛則咐囑安「如是我聞」，以便和外道不同。